# 上海海昌海洋公園
上海海昌海洋公園（しゃんはいハイチャンかいようこうえん）は中華人民共和国上海市浦東新区にあるテーマパーク。2018年11月16日に開園し、2020年にはAAAA認定。同公園はリゾートホテルも併設されており、年間400万人以上来園されている。2022年には世界初ウルトラマンのテーマ館がオープン。ウルトラマンゼロ立像は「世界で最も背の高いウルトラマン立像」でギネス世界記録に認定

## 交通
地下鉄16号線 臨港大道駅